# Laugasa perillalis
Laugasa perillalis là một loài bướm đêm trong họ Noctuidae.